# 愛麗絲故事系列登場次要角色列表
此頁面是路易斯·卡羅的作品《愛麗絲夢遊仙境》以及《愛麗絲鏡中奇遇》中出現的次要角色列表。

## 愛麗絲夢遊仙境

### 愛麗絲的姐姐

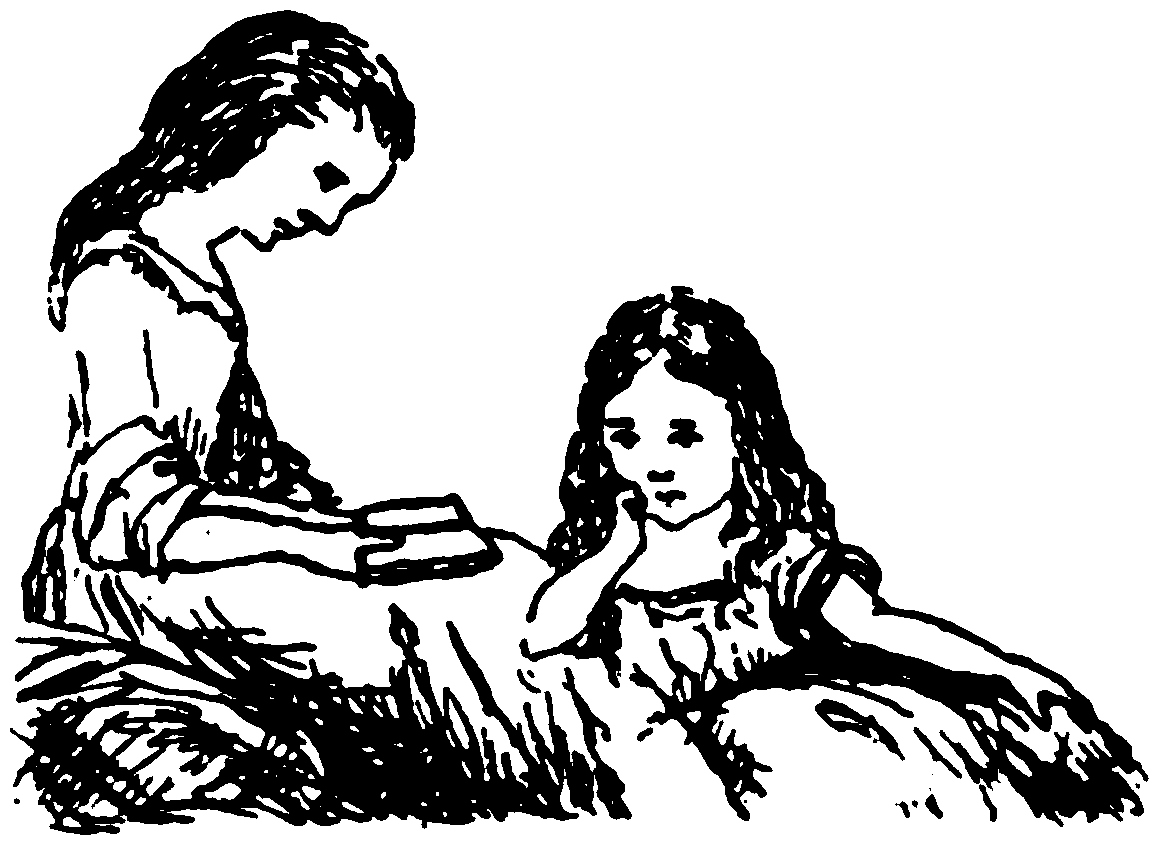
愛麗絲的姐姐

在故事一開始，愛麗絲美麗的姐姐坐在湖畔，讀著一本沒有插圖與對話的書，愛麗絲在一旁，頭埋在姐姐的腿上睡著了，並開始了夢境中的奇幻旅程。當愛麗絲醒來之後，她向姐姐訴說她的夢境，故事結束於愛麗絲的姐姐幻想著愛麗絲之後會是什麼的大人。
有人認為，她的名字叫做「蘿瑞娜」，取自愛麗絲現實中的姐姐。在迪士尼的電影中，她的名字並沒有被出現，不過在《小愛麗絲夢遊仙境》的迪士尼音樂劇中，她被命名為瑪蒂妲；而在1995年的電影版本中，她叫做艾達；而在2010年的電影版本中，她叫做瑪格麗特，並且已婚。

### 黛娜
在《愛麗絲夢遊仙境》、《愛麗絲鏡中奇遇》中，黛娜不僅是愛麗絲的寵物貓，更是她的閨中密友。愛麗絲不僅會和黛娜說話，更時常向夢幻世界中的角色們提起她。在無謂的競賽中，當愛麗絲向角色們提起黛娜出色的狩獵技巧時，牠們都感到非常的不舒服。

### 公爵夫人的廚師
這名不禮貌、好鬥又易怒的女性廚師是公爵夫人的僕從。她在湯裡面使用了一大堆胡椒（這暗示她易怒的脾氣）讓愛麗絲、公爵夫人、以及公爵的兒子連連打噴嚏。當在烹飪中被打擾時，她朝愛麗絲和嬰兒扔了無數個鍋碗瓢盆，明確地展現了她的怒氣。她在紅心皇后的章節中也有短暫出現，作為審判中的重要證人，她聲稱遭竊的水果餡餅是用胡椒做的。

### 小鷹、鸚鵡、鴨子與度度鳥

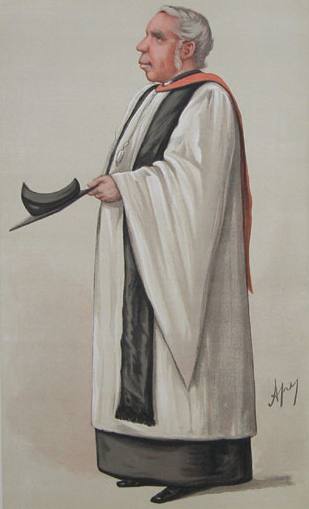
達克沃絲牧師給了卡羅靈感

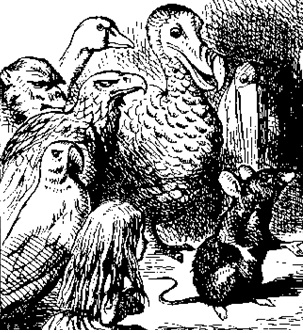
小鷹、鸚鵡、鴨子、渡渡鳥和其他角色，由約翰·坦尼爾插畫。

小鷹, 鸚鵡, 鴨子, 與 渡渡鳥 是出現在《愛麗絲夢遊仙境》第二章及第三章的角色。
「小鷹」的角色源自於蘿瑞娜‧夏洛蒂，也就是愛麗絲·李道爾的姐姐；「鸚鵡」則來自另外一個姐姐──伊麗絲；而「鴨子」則是達克沃絲牧師的漫畫版後的形象；最後「渡渡鳥」則是代表作者自己。
在遠足的途中突然下起雨來，一行人便到附近的小屋避雨。在行進途中，只有愛麗絲、蘿瑞娜、伊麗絲可以跟上。由於速度最快，卡蘿和兩位姐姐最先抵達。

### 劊子手
他是紅心國王和紅心王后的皇室劊子手。紅心王后下令他砍掉柴郡貓的頭，但是劊子手認為他不能，因為只有頭的柴郡貓缺乏一個身體讓他去砍，這隨之導致了王后、國王和劊子手之間展開對於如何砍頭的爭辦。最後愛麗絲出面說，貓是屬於公爵夫人的，應該先詢問她的意見；於是劊子手就被派去找公爵夫人。
在蒂姆·波頓執導的2010年電影版本中，劊子手有短暫出場，他戴著一個面罩及穿著一件灰斗篷，手持一根心形斧頭。電影的一個場景裡，劊子手奉紅皇后之命，執行斬首瘋帽客的工作，然而他被假扮成瘋帽客的柴郡貓蒙騙了。這個角色由英國演員吉姆·卡特飾演。

### 瑪麗安
白兔的女僕，她根本沒有出現，僅是被提及而已。

### 豬寶寶
豬寶寶出現在公爵夫人的房子內，作為她的兒子，幾分鐘後，愛麗絲就不得不成了他的保姆。

### 烏龜
牠是假海龜小時候的老師，牠沒有出現，僅是被假海龜所提及。當愛麗絲問到說為什麼牠被稱作「烏龜」時，假海龜用一句話來回答說「我們稱牠為烏龜，因為牠給我們『教書』」。

## 電影原創角色
在蒂姆·波頓的2010年電影版本中創作了幾個新的原創角色，包括：
- The Ascots，一個希望其兒子漢米許（萊奧·比爾 飾[3]）能與愛麗絲結婚的家族，Ascots勳爵及其夫人分別由蒂姆·皮戈特-史密斯[4]和潔拉汀·詹姆斯[5]飾演。
- 查爾斯·金斯利是愛麗絲深愛的父親，後來去世了。他由紐西蘭演員馬頓·索柯斯所飾演[6]。